# Hełm Adrian

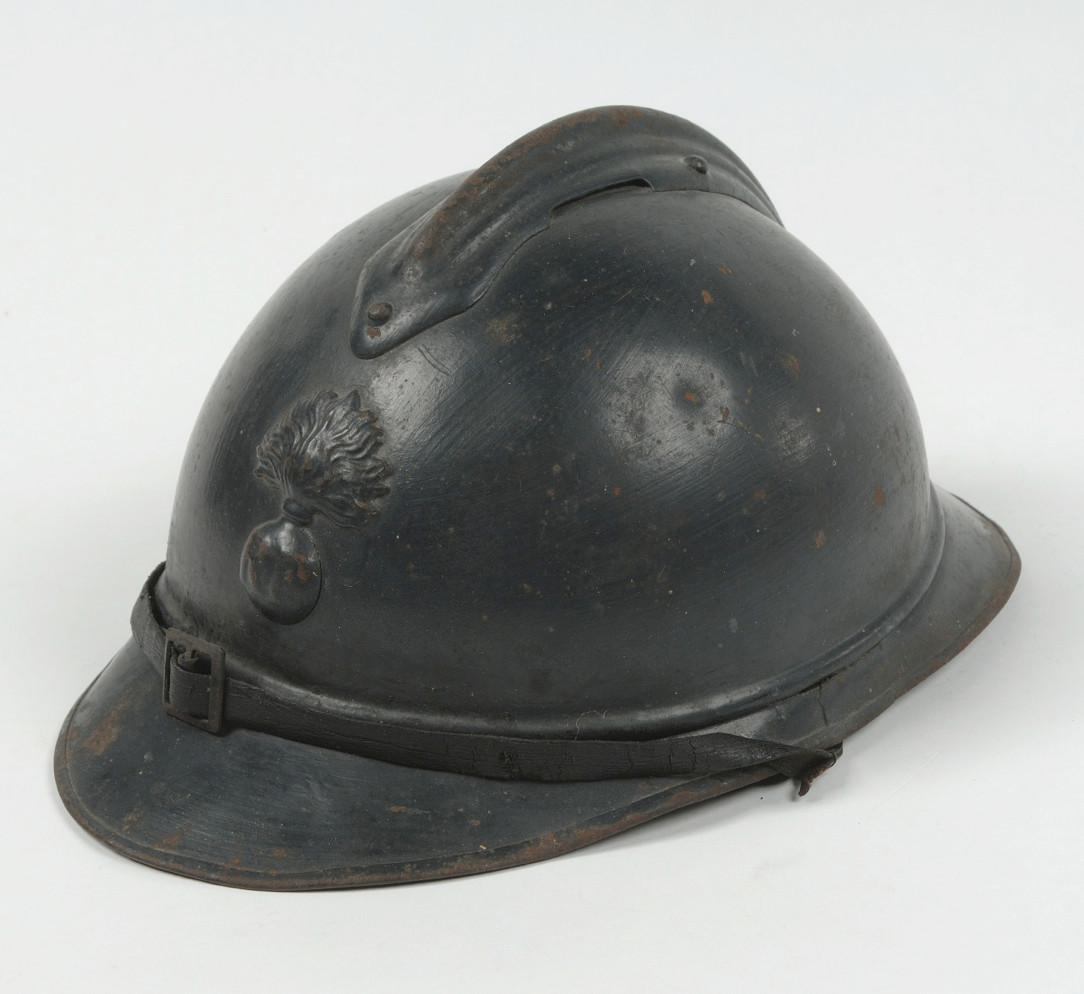
Adrian Mle 1915

Hełm Adrian (fr. casque Adrian) – francuski hełm stalowy opracowany w 1915 r. Pierwszy szeroko stosowany nowoczesny hełm wojskowy. Adriany stanowiły podstawowy hełm francuskich sił zbrojnych w czasie pierwszej i drugiej wojny światowej. Szeroko eksportowane (i produkowane poza Francją) znalazły się na wyposażeniu wielu armii świata.

## Historia

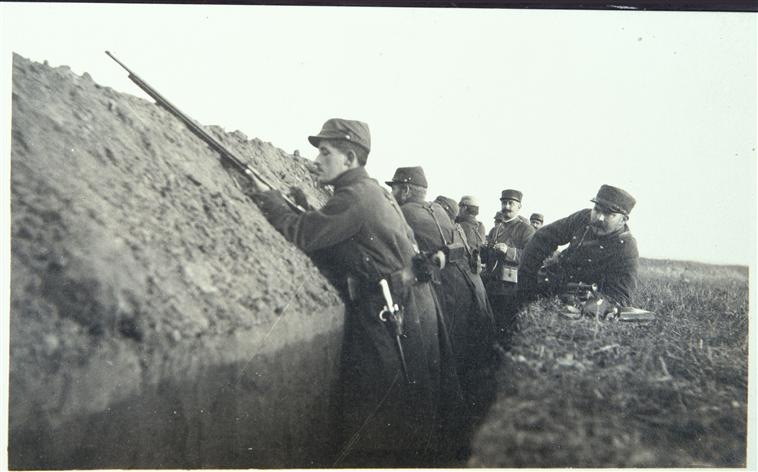
Żołnierze francuscy w umundurowaniu z początku wojny (1914 r.). Na głowach płócienne czapki – kepi

Na początku I wojny światowej, żołnierze wszystkich stron konfliktu, nosili na głowach płócienne czapki lub skórzane pikielhauby, nie zapewniające żadnej ochrony przed odłamkami i szrapnelami. W toku wojny, w wyniku działań artylerii gwałtownie rosła liczba ofiar z ranami głowy, ciężkimi w leczeniu i często śmiertelnymi. W związku z tym zwrócono uwagę na konieczność zapewnienia żołnierzom należytej ochrony. Pierwsi na ten problem zareagowali Francuzi, wprowadzając już w 1914 r. „stalowe ochraniacze” zakładane pod czapki (kepi).
Było to jednak rozwiązanie prowizoryczne i niewystarczające, w związku z czym 1915 r. podjęto decyzję o zaprojektowaniu solidniejszej ochrony głowy. Do wykonania zadania powołano specjalną komisję wojskową pod kierownictwem naczelnego intendenta armii francuskiej pułkownika Louisa Adriana. Jeszcze w tym samym roku ukończono projekt, a hełm przyjęto na wyposażenie jako Mle 1915.
Nowo opracowany hełm wzorowany był na kaskach paryskich strażaków. Jego zasadniczą częścią był dzwon wykonany metodą tłoczenia z blachy stalowej o grubości 0,7 mm, do którego mocowano daszek i nakarczek (połączone ze sobą nitami lub zgrzewane). Łączenie dzwonu z pozostałymi elementami wykonywane było metodą walcowania, przez co w miejscu spojenia powstawało 3 milimetrowe zgrubienie. Dzwon w swojej górnej części posiadał podłużne wycięcie (służące za otwór wentylacyjny), które zasłaniano poprzez przynitowany charakterystyczny grzebień. Na przodzie hełmu umiejscowione były dwa otworki służące do mocowania metalowego emblematu (odpowiedniego dla danego rodzaju wojsk). W środku hełmu znajdował się skórzany fasunek w naturalnym kolorze. Całość ważyła 0,76 kg.
Standardowo hełmy Mle 1915 malowano początkowo na kolor horizon-blue (jasno-niebiesko-szary), wyjątek stanowiły hełmy przeznaczone dla jednostek kolonialnych w których stosowano kolor khaki. Pod koniec wojny kolor jasnoniebieski zastąpiono ciemnoniebieskim, a kolor khaki zaczął pojawiać się również w pozostałych jednostkach.

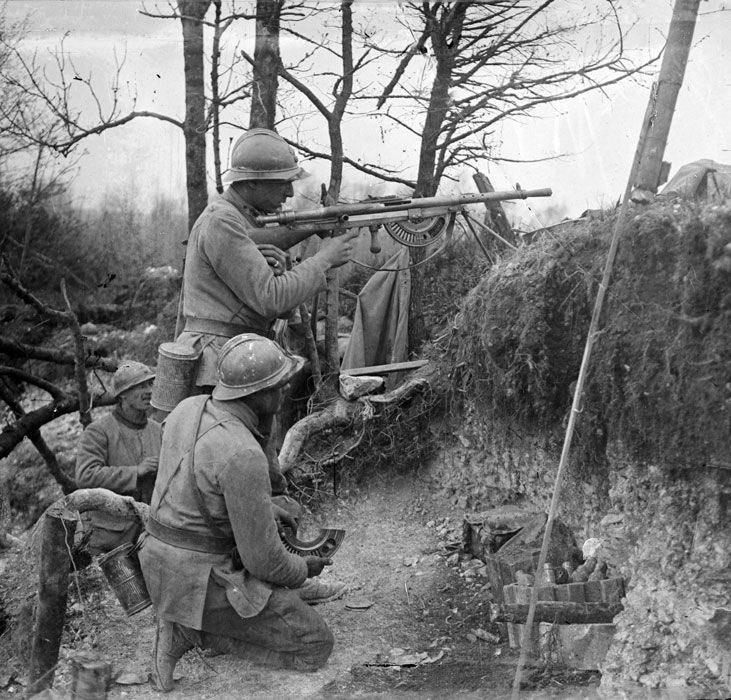
Żołnierze francuscy w 1918 r.

Pierwsze zamówienia na hełmy Mle 1915 złożono wiosną 1915 r., a do jednostek zaczęły trafiać już w lipcu (do września wszystkie oddziały pierwszoliniowe wyposażone były standardowo w hełmy). Potwierdzona skuteczność hełmu stalowego w ochronie przed odłamkami i szrapnelami zainicjowała wprowadzenie tego typu rozwiązania również w innych armiach. Jeszcze w tym samym roku Brytyjczycy wprowadzili własną konstrukcję hełmu (hełm Brodie), a rok później w ślady francuzów poszli Niemcy (stahlhelm M1916), oraz Włosi (wzorowany na Adrianie hełm Mod. 16). Hełmy Adriana w czasie trwającej wojny zaczęły też trafiać do jednostek państw sojuszniczych, znajdując się na wyposażeniu przykładowo żołnierzy Belgii, Rosji, Rumunii, Serbii czy Włoch. Hełm zyskał również ogromną popularność już po zakończeniu I wojny światowej, znajdując się na wyposażeniu między innymi: Belgii, Chin, Francji, Grecji, Japonii, Jugosławii, Litwy, Luksemburga, Łotwy, Maroka, Meksyku, Peru, Polski, Rumunii, Tajlandii, ZSRR. Niejednokrotnie poszczególne państwa opracowywały również jego regionalne wersje (np. w armii Belgijskiej), dostosowując hełmy do swoich potrzeb.
Specyficzną wersją hełmu Mle 1915 była modyfikacja dostosowująca go do warunków walki załóg pojazdów pancernych (Mle 1919). Różnił się on od modelu ogólnowojskowego brakiem przedniego daszka. Zamiast niego posiadał amortyzator, wykonany ze zwężającego się ku końcom pasa skóry. Grzebień był o 40 mm krótszy, aby można było na czole hełmu umieścić odznakę. Istniały również niestandardowe modyfikacje przykładowo wzbogacające Adriana o ażurowane osłony twarzy.
W 1926 r. oryginalny hełm zmodernizowano, wprowadzając wersję Mle 1926. Nowy Adrian wykonywany był z mocniejszej stali, a jego konstrukcja została znacznie uproszczona, lepiej dostosowując go do produkcji masowej. Dzwon hełmu został zintegrowany z daszkiem i nakarczkiem, które nie stanowiły już osobno doczepianych elementów a wytwarzane były w procesie tłoczenia dzwonu. Podłużny otwór wentylacyjny na szczycie dzwonu (znacznie osłabiający konstrukcję) został zastąpiony serią małych otworów. Uproszczeniu uległa również konstrukcja emblematów. W Mle 1915 symbol poszczególnych sił zbrojnych precyzyjnie wycinano, natomiast w wersji Mle 1926 wytłaczano go na uniwersalnej okrągłej płytce mocowanej na dzwonie. Hełm zaczęto również standardowo malować na maskujący kolor khaki, ostatecznie rezygnując z niepraktycznej barwy niebieskiej. Mle 1926 był standardowym francuskim hełmem wojskowym podczas II wojny światowej (a przez francuską policję używany był jeszcze do lat 70 XX w.). W latach 50 XX w. w armii francuskiej opracowano nowy model hełmu wojskowego (Mle 1951 – wzorowany na amerykańskim M1), który ostatecznie zastąpił wysłużone Adriany.

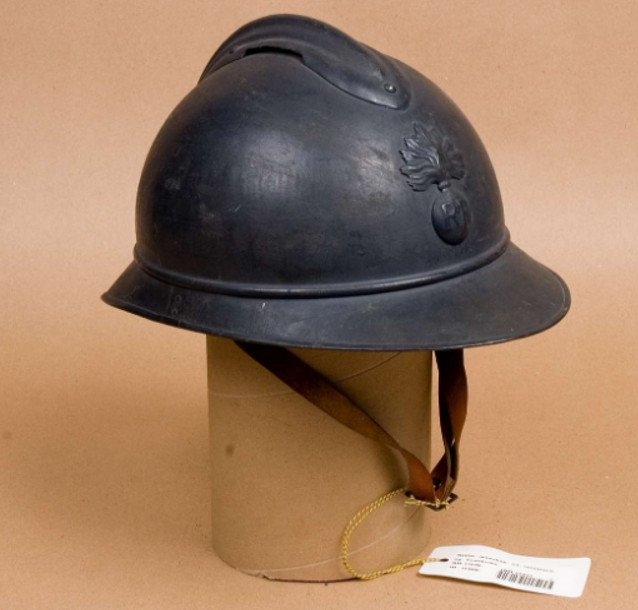
Mle 1915
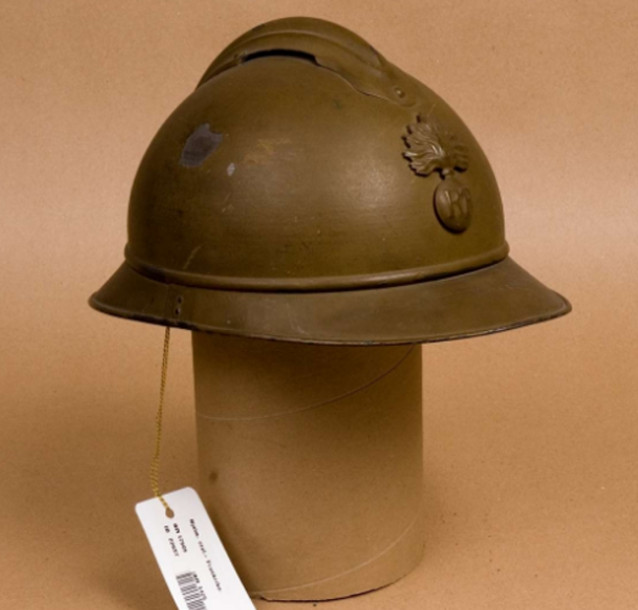
Mle 1915 (malowanie khaki)
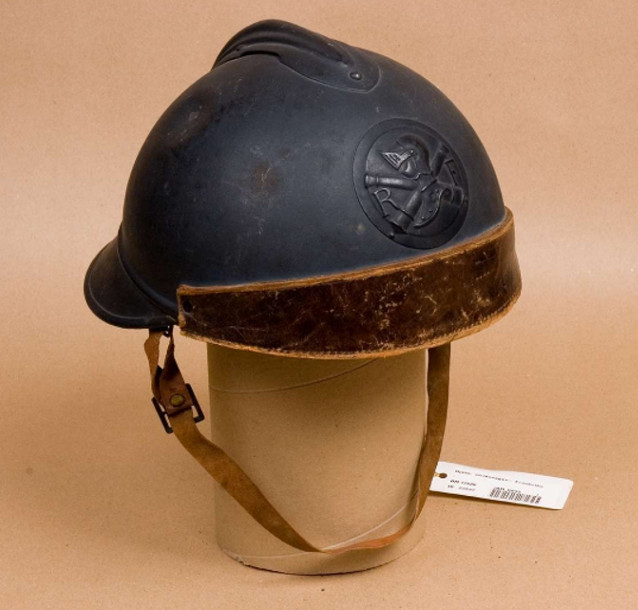
Mle 1919 (wersja dla czołgistów)
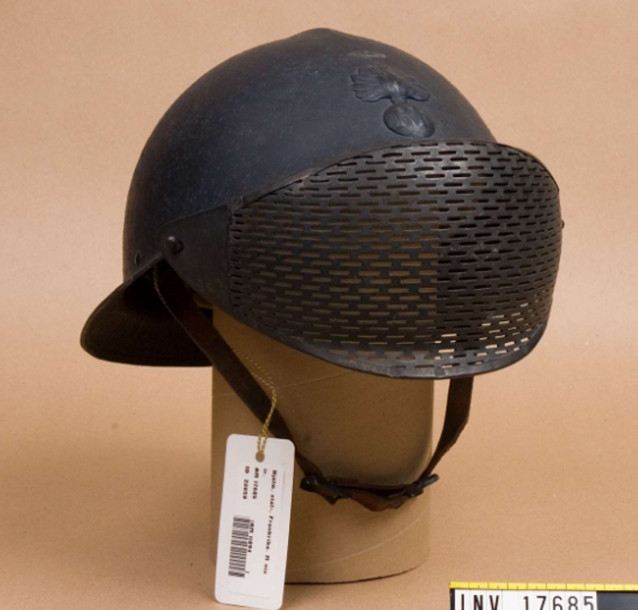
Improwizowana osłona twarzy
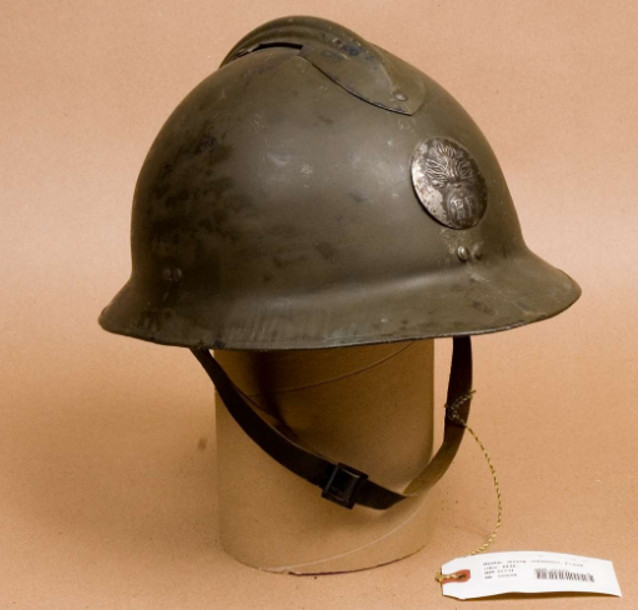
Mle 1926
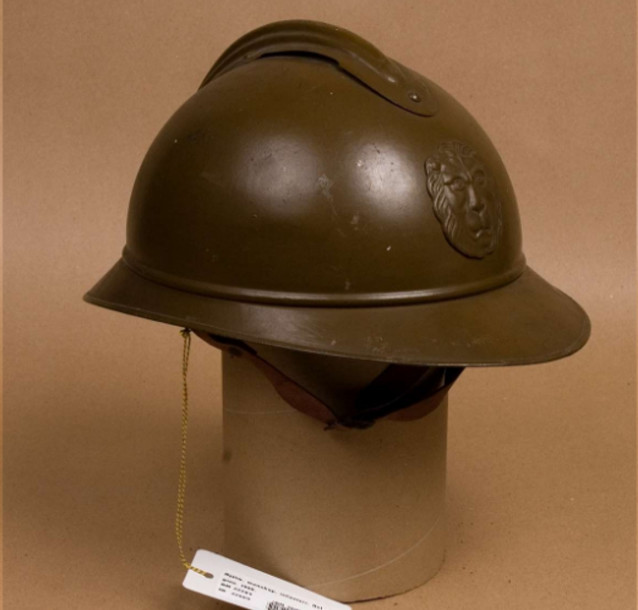
Wersja belgijska

### W Polsce

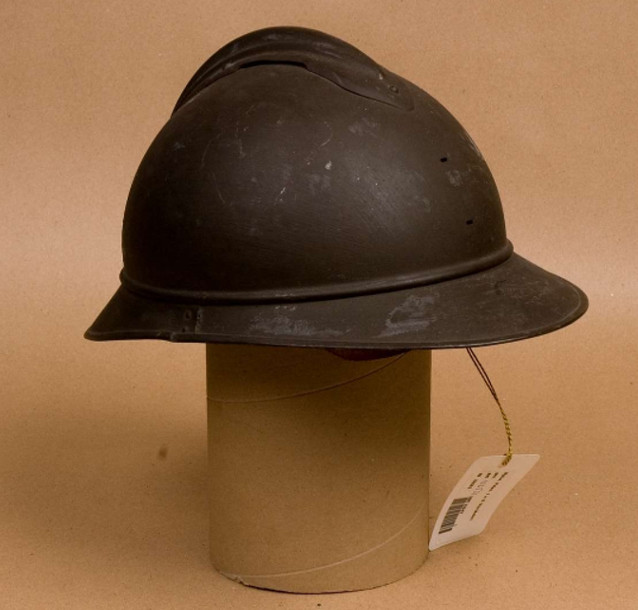
Adrian wz. 15 użytkowany przez Wojsko Polskie. Przykład typowej polskiej modyfikacji: usunięcie emblematu oraz przemalowanie na kolor khaki

W Wojsku Polskim hełmy Adrian Mle 1915 funkcjonowały pod desygnatą wz. 15, natomiast Mle 1919 jako wz. 19. Do II Rzeczypospolitej trafiły wraz z powracającą z Francji Armią Hallera oraz w wyniku późniejszych zakupów. Stanowiły jeden z popularniejszych typów hełmów używanych w Wojsku Polskim (obok innych zagranicznych modeli) do czasu wprowadzenia w 1933 r. własnej rodzimej konstrukcji (hełm wz. 31). Mimo to Adriany nie zostały całkowicie wycofane z uzbrojenia WP, w czasie kampanii wrześniowej znajdując się na wyposażeniu załóg pojazdów pancernych, kawalerii oraz nielicznych jednostek piechoty.
W Polsce standardowo przemalowywano oryginalne niebieskie hełmy francuskie na kolor khaki, a na ich dzwonach montowano polskie emblematy w postaci orzełków wojskowych wz. 19 (lub malowano je). Na mocy rozkazu z 1 lipca 1930 r. orzełki z hełmów zaczęto usuwać, a otwory na czole dzwonu zalutowywano (do 1939 r. nie wykonano jednak do końca tych wytycznych).
W Polsce na podstawie hełmów Adriana wytwarzano również z masy papierowej hełmy-zabawki, lakierowane na kolor khaki z płóciennym fasunkiem. „Hełmy” te przeznaczone były na rynek cywilny (jako zabawki), ale używali ich również młodzi dobosze w orkiestrach wojskowych.

## Emblematy

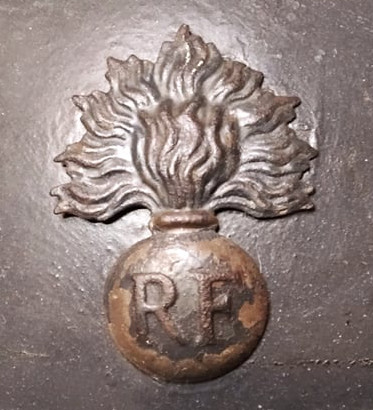
Gorejący granat, jeden z emblematów montowanych na hełmach

W armii francuskiej stosowano następujące emblematy (mocowane na czole hełmu):
- Gorejący granat – dla piechoty i kawalerii
- Gorejący granat z 2 skrzyżowanymi armatami – dla artylerzystów
- Gorejący granat z kotwicą – dla piechoty kolonialnej
- Kotwica – dla marynarki wojennej
- Róg myśliwski – dla lekkiej piechoty (szaserów)
- Gwiazda ze skrzydłami – dla sił powietrznych
- Hełm z napierśnikiem – dla wojsk inżynieryjnych
- Przyłbica z 2 skrzyżowanymi armatami – dla wojsk pancernych
- Półksiężyc – dla żuawów i tyralierów
- Kaduceusz – dla korpusu medycznego
- Rózga liktorska – dla urzędników i kwatermistrzostwa
- Orzeł – dla żołnierzy Armii Polskiej

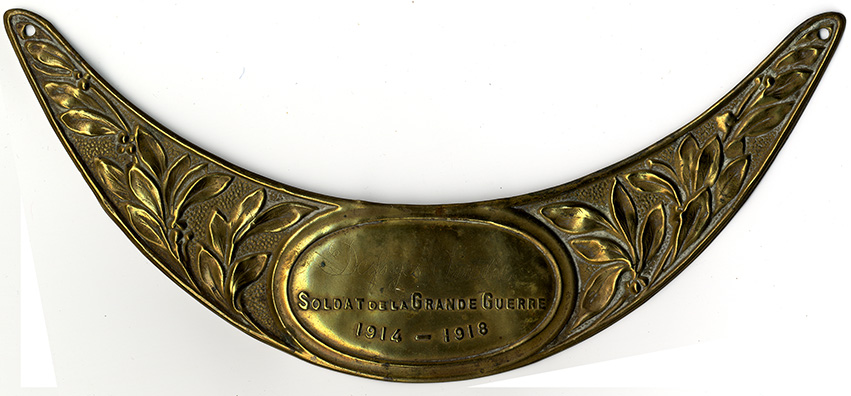
Pamiątkowa nakładka na daszek dla weterana

Popularną praktyką było również mocowanie pamiątkowych mosiężnych nakładek na daszki, dla weteranów podczas uroczystości.
Ponadto, poszczególne państwa użytkujące hełmy Adriana, stosowały własne zróżnicowane emblematy.